# Kanton Borgo
Der Kanton Borgo ist seit 1828 ein französischer Wahlkreis im Arrondissement Bastia, im Département Haute-Corse und in der Region Korsika. Sein Hauptort ist Borgo.

## Gemeinden
Der Kanton besteht aus drei Gemeinden mit insgesamt 16.677 Einwohnern (Stand: 1. Januar 2022) auf einer Gesamtfläche von 77,63 km²:
| Gemeinde     | Einwohner 1. Januar 2022 | Fläche km² | Dichte Einw./km² | Code INSEE | Postleitzahl |
| ------------ | ------------------------ | ---------- | ---------------- | ---------- | ------------ |
| Borgo        | 10.102                   | 37,78      | 267              | 2B042      | 20290        |
| Lucciana     | 6.354                    | 29,16      | 218              | 2B148      | 20290        |
| Vignale      | 221                      | 10,69      | 21               | 2B350      | 20290        |
| Kanton Borgo | 16.677                   | 77,63      | 215              | 2B06       | –            |

Bis zur landesweiten Neugliederung der Kantone 2015 bestand der Kanton Borgo aus den vier Gemeinden Biguglia, Borgo, Lucciana und Vignale. Sein Zuschnitt entsprach einer Fläche von 99,90 km2. Er besaß vor 2015 einen anderen INSEE-Code als heute, nämlich 2B08.